# Культура Италии
Культура Италии — культура коренных народов Италии и её государств-предшественников, ведшие старинным обычаям и культурному быту.

## История

### Эпоха Италии
В сложившейся эпохе Возрождения Италии, принято выделять периоды истории итальянской культуры, и они имеют своеобразные наименования:
- тредичи (XIII век) — Проторенессанс,
- кватордичи (XIV век) — продолжение Проторенессанса,
- квиндичи (XV век) — Ранний Ренессанс,
- седичи (XVI век) — Высокий Ренессанс.

При этом хронологические рамки столетия, конечно, не вполне совпадают с определёнными периодами культурного развития. К примеру, Проторенессанс датируется концом XIII век, Ранний Ренессанс кончается в 90-х годах XV век, а Высокий Ренессанс изживает себя уже к 30-м годам XVI век. Он продолжается до конца XVI век лишь в Венеции; к этому периоду чаще применяют термин «поздний Ренессанс».
Эпоха дученто, то есть XIII век, явилась началом ренессансной культуры Италии — Проторенессансом. Проторенессанс кровно связан со средневековьем, с романскими, готическими и византийскими традициями (в средневековой Италии византийские влияния были очень сильны наряду с готикой). Даже величайшие новаторы этого времени не были абсолютными новаторами: нелегко проследить в их творчестве чёткую границу, отделяющую «старое» от «нового». Симптомы Проторенессанса в изобразительном искусстве не всегда означали ломку готических традиций. Иногда эти традиции просто проникаются более жизнерадостным и светским началом при сохранении старой иконографии, старой трактовки форм. До подлинного ренессансного «открытия личности» тут ещё не доходит.
Была и другая, исторически более ранняя линия в Проторенессансе, решительнее противостоящая готике. Её начинали скульпторы — Никколо Пизано и Арнольфо ди Камбио. Никколо Пизано работал ещё в сер. XIII века, когда европейская готика была в полном расцвете. Вдохновляясь римской пластикой, Пизано преодолевает бесплотность готических фигур и «успокаивает» их повышенную экспрессию. Отрицательная реакция Никколо Пизано на тревожную эмоциональность средневекового искусства предвещала интеллектуальный рационализм Возрождения, который восторжествовал через 2 столетия и принёс с собой новую эмоциональность — более собранную, мужественную и интеллектуально обогащённую по сравнению с готическим вихрем смятенных чувств.
Все же эти произведения только односторонне подготовляют и формируют эстетическое мироощущение Ренессанса. Это пока ещё «мертвая вода». Источником живой воды было искусство Джотто. Он единственный, кого в изобразительном искусстве Проторенессанса можно поставить рядом с Данте, его современником. Новое ощущение человеческого достоинства выразилось во фресках Джотто едва ли не с такой же силой, как в «Божественной комедии».
Составные элементы проторенессансного мировоззрения многообразны: его питала и францисканская ересь, и противоположная ей атеистическая, «эпикурейская», и римская античность, и французская готика, и провансальская поэзия. И, как общий итог, зрела идея возрождения — не просто возрождения античной культуры, а возрождения и просветления человека. Она составляет стержень поэмы Данте, она одухотворяет и творчество Джотто.
Слава Джотто была велика ещё при жизни, а в следующем столетии его единодушно признали величайшим преобразователем искусства. Он не знал ни анатомии, ни научной перспективы; по его произведениям видно, что пейзаж и обстановка интересовали его мало, и изображения зверей, там где они у Джотто встречаются, оставляют желать лучшего в смысле их природного правдоподобия. Любопытства ко всяческим красочным подробностям мира было больше у готических художников, чем у Джотто, а позже, соединившись с научной любознательностью, оно с новой силой вспыхнуло у художников кватроченто. Джотто же, стоящий между теми и другими, был занят только человеком, человеческими переживаниями и задачей их монументального воплощения в формах достаточно условных.
И все же была большая доля истины в молве, признавшей Джотто верным учеником природы. Не только потому, что он ввёл в живопись чувство трёхмерного пространства и стал писать фигуры объёмными, моделируя светотенью. В этом у Джотто были предшественники, например, живописец Каваллини. Главное — само понимание человека у Джотто было согласно с природой, с человеческой природой. Душевные переживания героев Джотто не выше и не ниже человеческой меры, и для этого действительно нужно было быть глубоким наблюдателем окружающей жизни.
Кватроченто — этап Раннего Возрождения в Италии — триумфальный период в истории искусства. Поражает щедрость, переизбыточность художественного творчества, хлынувшего как из рога изобилия. Можно подумать, что никогда столько не строили, не ваяли, не расписывали, как в Италии XV века. Впрочем, это впечатление обманчиво: в позднейшие эпохи художественных произведений появлялось не меньше, все дело в том, что «средний уровень» их в эпоху Возрождения был исключительно высоким. Он был высок и в средние века, но там искусство было плодом коллективного гения, а Возрождение рассталось со средневековой массовидностью и безымянностью. Архитектура, скульптура и живопись перешли из рук многоликого ремесленника в руки художника-профессионала, художника-артиста, утверждающего свою индивидуальность в искусстве. Конечно, и в то время были художники более крупные, и менее крупные, были гении и были просто таланты, были пролагатели путей и были их последователи, но категория «посредственности» к художникам Возрождения неприменима. Эта эпоха знала честолюбцев, стяжателей, но не знала поставщиков художественных суррогатов. Искусство играло в её жизни слишком важную роль: оно шло впереди науки, философии и поэзии, выполняя функцию универсального познания.
По давно сложившейся исторической традиции зачинателями искусства Раннего Возрождения считаются три художника. Это флорентиец Мазаччо, художник мужественного, энергичного стиля. В своих произведениях он достиг небывалой до него, почти скульптурной осязаемости мощных фигур и, подхватив угасавшую традицию Джотто, довёл до конца завоевание живописью трёхмерного пространства. Это скульптор Донателло, сказавший новое слово почти во всех жанрах и разновидностях пластики. Он создал тип самостоятельно стоящей круглой статуи, не связанной с архитектурой, и он же создал целую школу мастеров рельефа, покрывающего фризы ренессансных зданий. Ему удалось полностью преодолеть не только схематизм традиционного церковного искусства, но и угловатую нервозность готической итальянской скульптуры. Это, наконец, архитектор и скульптор Брунеллески. Он создал архитектуру вполне светскую по духу, изящно простую, гармонических пропорций, где как бы совсем исчезает ощущение тяжести камня, борьбы сил, сопротивления материала.

### Время проторенессанса
На фоне сильных византийских и готических традиций в итальянской культуре стали появляться черты нового искусства — будущего искусства Возрождения. Потому этот период его истории и назвали Проторенессансом (то есть подготовившим наступление Ренессанса; от греч. «протос» -«первый»).
Аналогичного переходного периода не было ни в одной из европейских стран. В самой Италии проторенессансное искусство существовало только в Тоскане и Риме.
В итальянской культуре переплетались черты старого и нового. «Последний поэт Средневековья» и первый поэт новой эпохи Данте Алигьери (1265—1321) создал итальянский литературный язык. Начатое Данте продолжили другие великие флорентийцы XIV столетия — Франческо Петрарка (1304—1374), родоначальник европейской лирической поэзии, и Джованни Боккаччо (1313—1375), основоположник жанра новеллы (небольшого рассказа) в мировой литературе.
В изобразительном искусстве безличное цеховое ремесло уступает место индивидуальному творчеству. В архитектуре, скульптуре и живописи выдвигаются крупные мастера, ставшие гордостью эпохи, — Никколо Пизано и Джованни Пизано, Арнольфо ди Камбио, Пьетро Каваллини, Джотто ди Бондоне, творчество которых во многом определило дальнейшее развитие итальянского искусства, заложив основы для обновления.

### Никколо Пизано
Никколо Пизано — основатель школы скульптуры. Основателем школы итальянской скульптуры считается Никколо Пизано (около 1220 — между 1278 и 1284). Он родился на юге, в Апулии, но, работая в Пизе, так сроднился с городом, что получил прозвище Пизано, с которым вошёл в историю итальянского искусства.
В его работах прослеживается явное влияние античности. Он изучал скульптурное оформление позднеримских и раннехристианских саркофагов. Шестигранная мраморная кафедра (1260 г.), выполненная им для баптистерия в Пизе, стала выдающимся достижением ренессансной скульптуры и повлияла не её дальнейшее формирование. Кафедра из белого, розово-красного и темно-зелёного мрамора представляет собой целое архитектурное сооружение, легко обозримое со всех сторон.
По средневековой традиции, на парапетах (стенках кафедры) представлены рельефы на сюжеты из жизни Христа, между ними располагаются фигуры пророков и аллегорических добродетелей. Колонны опираются на спины лежащих львов. Никколо Пизано использовал здесь традиционные сюжеты и мотивы, однако, кафедра принадлежит уже новой эпохе.
Никколо стал основателем школы скульптуры, просуществовавшей до середины XIV века и распространившей своё внимание по всей Италии.
Конечно, многое в скульптуре пизанской школы ещё тяготеет к прошлому. В ней сохраняются старые аллегории и символы. В рельефах отсутствует пространство, фигуры тесно заполняют поверхность фона. И все же реформы Никколо значимы. Использование классической традиции, акцентировка объёма, материальности и весомости фигуры, предметов, стремление внести в изображение религиозной сцены элементы реального земного события создали основу для широкого обновления искусства. В 1260—1270 годах мастерская Никколо Пизано выполняла многочисленные заказы в городах средней Италии.

### Творчество Леонардо да Винчи
Величайший художник Италии Леонардо да Винчи (1452—1519) родился в Анкиано, около селения Винчи; отец его был нотариусом, перебравшимся в 1469 году во Флоренцию. Первым учителем Леонардо был Андреа дель Верроккьо. Фигура ангела в картине учителя «Крещение» уже отчётливо демонстрирует разницу в восприятии мира художником прошлой эпохи и новой поры: никакой фронтальной плоскостности Верроккьо, тончайшая светотеневая моделировка объёма и необычайная одухотворенность образа. Ко времени ухода из мастерской Верроккьо исследователи относят «Мадонну с цветком» («Мадонна Бенуа», как она называлась раньше, по имени владельцев). В этот период Леонардо некоторое время находился под влиянием Боттичелли. Его «Благовещение» по детализации ещё обнаруживает тесные связи с кватроченто, но спокойная, совершенная красота фигур Марии и архангела, цветовой строй картины, композиционная упорядоченность говорят о мировоззрении художника новой поры, характерном для Высокого Ренессанса.
Покинув Милан, Леонардо некоторое время работал во Флоренции. Там творчество Леонардо словно озарила яркая вспышка: он написал портрет Моны Лизы, супруги богатого флорентийца Франческо ди Джокондо (около 1503 года). Портрет, известный как «Джоконда», стал одним из самых прославленных произведений мировой живописи
Небольшой, окутанный воздушной дымкой портрет молодой женщины, сидящей на фоне голубовато-зелёного странного скалистого пейзажа, полон такой живой и нежной трепетности, что, по словам Вазари, в углублении шеи Моны Лизы можно видеть биение пульса. Казалось бы, картина проста для понимания. Между тем в обширной литературе, посвящённой «Джоконде», сталкиваются самые противоположные толкования созданного Леонардо образа.
В истории мирового искусства есть произведения, наделённые странной, таинственной и магической силой. Объяснить это трудно, описать невозможно. В их ряду одно из первых мест занимает изображение молодой флорентийки Моны Лизы. Она, по-видимому, была незаурядной, волевой личностью, умной и цельной натурой. Леонардо вложил в её удивительный, устремлённый на зрителя взгляд, в знаменитую, словно скользящую загадочную улыбку, в отмеченное зыбкой изменчивостью выражение лица заряд такой интеллектуальной и духовной силы, который поднял её образ на недосягаемую высоту.
В последние годы жизни Леонардо да Винчи мало работал как художник. Получив приглашение от французского короля Франциска I, он уехал в 1517 году во Францию и стал придворным живописцем. Вскоре Леонардо умер. На автопортрете-рисунке (1510—1515) седобородый патриарх с глубоким скорбным взглядом выглядел гораздо старше своего возраста.
Нельзя себе представить, что Леонардо да Винчи мог жить и творить в другую эпоху. И, тем не менее, его личность выходила за пределы своего времени, поднималась над ним. Творчество Леонардо да Винчи неисчерпаемо. О масштабе и уникальности его дарования позволяют судить рисунки мастера, занимающие в истории мирового искусства одно из почётных мест. С рисунками Леонардо да Винчи, зарисовками, набросками, схемами неразрывно связаны не только рукописи, посвящённые точным наукам, но и работы по теории искусства. В знаменитом «Трактате о живописи» (1498) и других его записях большое внимание уделено изучению человеческого тела, сведениям по анатомии, пропорциям, зависимости между движениями, мимикой и эмоциональным состоянием человека. Много места отдано проблемам светотени, объёмной моделировке, линейной и воздушной перспективе.
Искусство Леонардо да Винчи, его научные и теоретические исследования, уникальность его личности прошли через всю историю мировой культуры, оказали на неё огромное влияние.

### Творчество Рафаэля Санти
С творчеством Рафаэля (1483—1520) в истории мирового искусства связывается представление о возвышенной красоте и гармонии. Принято считать, что в созвездии гениальных мастеров Высокого Возрождения, в котором Леонардо олицетворял интеллект, а Микеланджело — мощь, именно Рафаэль был главным носителем гармонии. Конечно, в той или иной степени каждый из них обладал всеми этими качествами. Однако неустанное стремление к светлому совершенному началу пронизывает всё творчество Рафаэля, составляет его внутренний смысл.
Рафаэль первоначально учился в Урбино у своего отца, затем у местного живописца Тимотео Вите. В 1500 г. он переехал в столицу Умбрии Перуджу, чтобы продолжить образование в мастерской известного живописца, главы умбрийской школы Пьетро Перуджино. Молодой мастер быстро превзошёл своего учителя.
Рафаэля называли Мастером Мадонн. Настроение душевной чистоты, ещё несколько наивное в одной из его первых небольших картин — «Мадонна Конестабиле» (1502—1503 гг.), — приобрело возвышенный характер раннего периода Рафаэля — «Обручение Марии» (1504 г.). Происходящая на фоне чудесной архитектуры сцена обручения Марии и Иосифа представляет собой образ высокой красоты. Эта небольшая картина уже целиком принадлежит искусству Высокого Возрождения. Главные действующие лица, группы девушек и юношей покоряют своим естественным изяществом. Выразительны, певучи, метки и пластичны их движения, позы и жесты: например, сближающиеся руки Марии и Иосифа, надевающего ей на палец кольцо. В картине нет ничего лишнего, второстепенного. Золотистые, красные и тёмно-зелёные тона, созвучные с мягкой голубизной неба, создают праздничное настроение.
В 1504 году Рафаэль переехал во Флоренцию. Здесь его творчество обрело зрелость и спокойное величие. В цикле Мадонн он варьировал изображение молодой матери с Младенцем Христом и маленьким Иоанном Крестителем на фоне пейзажа. Особенно хороша «мадонна в зелени» (1505 г.). В картине использована пирамидальная композиция Леонардо, а колориту присуща тонкая гармония красок.
Успехи Рафаэля были настолько значительны, что в 1508 году его пригласили к папскому двору в Рим. Художник получил заказ на роспись парадных апартаментов Папы, так называемых станц (комнат) в Ватиканском дворце. Росписи ватиканских станц (1509—1517 годах) принесли Рафаэлю славу, выдвинули его в ведущие мастера не только Рима, но и Италии.
Как и прежде, Рафаэль вновь обратился к излюбленному образу Мадонны с Младенцем. Мастер готовился к созданию своего великого шедевра — «Сикстинской Мадонны» (1515—1519 гг.) для церкви Святого Сикста в Пьяченце. В истории искусства «Сикстинская Мадонна» — образ совершенной красоты.
Рафаэль был замечательным мастером рисунка. Здесь ярко проявилось его безупречное, легкое, свободное чувство линии. Значительный вклад он внес и в архитектуру. Само имя Рафаэля — Божественного Санцио — в дальнейшем стало олицетворением идеального, наделенного божественным даром художника.
С великими почестями он был погребен в римском Пантеоне, где его прах покоится и поныне.

### Творчество Микеланджело
Микеланджело Буонарроти (1475—1564) — величайший мастер Высокого Возрождения, создавший выдающиеся произведения скульптуры, живописи и архитектуры.
Детство Микеланджело прошло в маленьком тосканском городке Капрезе близ Флоренции. Юность и годы учения он провел во Флоренции. В художественной школе при дворе герцога Лоренцо Медичи ему открылась красота античного искусства, он общался с великими представителями гуманистической культуры. Флоренции принадлежат почти все скульптурные работы Микеланджело. Однако в равной мере и Рим может быть назван городом Микеланджело.
В 1496 г. он приехал в Рим, где к нему вскоре пришла слава. Самое известное произведение первого римского периода — «Пьета» («Оплакивание Христа») (1498—1501 гг.) в капелле собора Святого Петра. На коленях слишком юной для такого взрослого сына Марии распростёрто безжизненной тело Христа. Горе матери светло и возвышенно, лишь в жесте левой руки словно выплескивается наружу душевное страдание. Белый мрамор отполирован до блеска. В игре света и тени его поверхность кажется драгоценной.
Вернувшись во Флоренцию в 1501 г., Микеланджело взялся исполнить колоссальную мраморную статую Давида (1501—1504 гг.). Статуя достигает пяти с половиной метров высоты. Она олицетворяет безграничную мощь человека. Давид только готовится нанести противнику удар камнем, пущенным из пращи, но уже ощущается, что это будущий победитель, полный сознания своей физической и духовной силы. Лицо героя выражает несокрушимую волю.
Микеланджело считал себя только скульптором, что, однако, не помешало ему, истинному сыну Возрождения, быть и великим живописцем, и архитектором. Самое грандиозное произведение монументальной живописи Высокого Возрождения — роспись потолка Сикстинской капеллы в Ватикане, выполненная Микеланджело в 1508—1512 гг.
В последние десятилетия жизни мастер занимался только архитектурой и поэзией. Творчество великого Микеланджело составило целую эпоху и далеко опередило своё время, оно сыграло грандиозную роль в мировом искусстве, а также оказало влияние на формирование принципов барокко.

### Маньеризм
Маньеризм — это особое течение в европейском искусстве XVI в. Оно происходит от итальянского слова maniera — «манера», «прием», «художественный почерк». Впервые этот термин появился в европейском искусствоведении в 20-х гг. XX в., а исследование маньеризма породило обширную научную литературу со спорными оценками и точками зрения.
Маньеризм в своём наиболее общем выражении обозначает антиклассическое течение, сложившееся в Италии около 1520 г. и развивавшегося вплоть до 1590 г. Искусство маньеризма отходит от ренессансных идеалов гармонического восприятия человека, который оказывается во власти сверхъестественных сил. Мир предстает неустойчивым, шатким, в состоянии распада. Образы полны тревоги, беспокойства, напряженности, художник удаляется от натуры, стремится её превзойти, следуя в своём творчестве субъективной «внутренней идее», основой которой является не реальный мир, а творческое воображение; средством же исполнения служит «прекрасная манера» как сумма определённых приемов. Среди них — произвольная вытянутость фигур, сложный змеевидный ритм, нереальность фантастического пространства и света, подчас холодные пронзительные краски.
Первый этап итальянского маньеризма охватывает 20-40-е гг. XVI в. и представляет собой сравнительно узкое течение, наиболее ярко воплощенное в живописи. Самым крупным и одаренным мастером сложной творческой судьбы был Якопо Понтормо (1494 −1556). В его известной картине «Снятие со креста» композиция неустойчива, фигуры вычурно изломаны, светлые краски резки.
Первое поколение маньеристов завершает Франческо Маццола, прозванный Пармиджанино (1503—1540), изощренный мастер и блестящий рисовальщик. Он любил поразить зрителя: например, написал автопортрет в выпуклом зеркале. Намеренная нарочитость отличает его известную «Мадонну с длинной шеей» (1438—1540). 

Второй этап маньеризма (1540—1590) превращается в Италии в широкое течение, охватывающее живопись, скульптуру и архитектуру. Маньеризм становится придворно-аристократическим искусством, которое первоначально развивается в герцогствах Пармы, Мантуи, Феррары, Модены, а затем утверждается во Флоренции и Риме.
Самый крупный мастер — художник двора Медичи Аньоло Бронзино (1503 −1572), особенно известный своими парадными портретами. В них отозвалась эпоха кровавых злодеяний и нравственного падения, охватившего высшие круги итальянского общества. Знатные заказчики Бронзино как бы отделены от зрителя невидимым расстоянием; застылость их поз, бесстрастие лиц, богатство одежд, жесты прекрасных праздных рук — словно внешняя оболочка, скрывающая внутреннюю ущербную жизнь.
Созданный маньеризмом тип придворного портрета оказал влияние на портретное искусство XVI—XVII столетий в других странах, где он обычно развивался на живой, здоровой, подчас более прозаичной местной основе.

### Поэзия
Итальянский мыслитель и поэт Франческо Петрарка родился 20 июля 1304 года в городе Ареццо, где некоторое время жил его отец, по профессии нотариус, в своё время изгнанный из Флоренции. В 1312 году, когда Франческо было восемь лет, его семья переехала в Авиньон, где тогда находился папский двор. В Авиньоне Петрарка провел все своё детство.
Будучи девятилетним мальчиком, Петрарка заинтересовался изречениями Цицерона, музыкой его слова, с которым его познакомил учитель, Конвеневоле да Прато. Позже он говорил об этом: «Такая ладность и звучность слов сама собой захватывала меня, так что все другое, что я читал или слышал, казалось мне грубым и далеко не таким стройным». Сочинения Цицерона запомнились ему на всю жизнь.
Все сочинения Петрарки были пропитаны необыкновенным романтизмом и гуманизмом, любовью к окружающему миру. Среди его самых известных сочинений: комедия «Филология», «Канцоньере», то есть, книга стихов и песен, героическая поэма «Африка», «Лекарства от превратностей судьбы», сборники сонетов «На жизнь Лауры» и «На смерть Лауры», «Книга достопамятных вещей» и неоконченная поэма «Триумфы».
Франческо Петрарка был первым великим гуманистом, поэтом и гражданином, который сумел прозреть цельность предвозрожденческих течений мысли и объединить их в поэтическом синтезе, ставшей программой грядущих европейских поколений. Своим творчеством он сумел привить этим грядущим разноплеменным поколениям Западной и Восточной Европы сознание — пусть не всегда чёткое, но такое, которое стало как бы верховодящим в разуме и вдохновении для них.

## Искусство
- Искусство Италии

История итальянского искусства во многом предопределила историю искусства Западной цивилизации.
Итальянское искусство на протяжении истории повлияло на несколько основных культурных движений и родило плеяду великих художников, архитекторов и скульпторов.

### Скульптура
см. Скульптура#Древний Рим, Скульптура#Италия

### Архитектура
Архитектура Италии разнообразна по стилям и направлениям, что объясняется её разделением до 1861 года на несколько городов-государств. Однако, именно это и создало в стране разнообразный и эклектичный набор архитектурных проектов. Италия известна своими значительными архитектурными достижениями, такими как строительство арок, сводов, архитектурой Древнего Рима, эпохи Возрождения XIV по XVI века.
Италия является родиной ранней формы классицизма — Палладианства, работы которого вдохновляли неоклассическую архитектуру, повлияли на проекты, по которым дворяне строили свои загородные дома во всем мире, в частности в России, Франции и др. В Италии возведены лучшие произведения Европейской архитектуры, такие как Колизей, Миланский собор, Моле Антонеллиана в Турине, собор Санта-Мария-дель-Фьоре во Флоренции.
Италия имеет много памятников архитектуры во всех её направлениях. Это музеи, дворцы, здания, статуи, церкви, художественные галереи, виллы, фонтаны, исторические здания и археологические памятники. И в настоящее время Италия не находится позади архитектурного авангарда.

### Изобразительное искусство
После этрусской и особенно Древнеримской эпохи, которые доминировали на Апеннинах на протяжении многих веков, Италия занимает центральное место в Европейском искусстве эпохи Возрождения. Италия также доминировала в европейской художественной жизни в 16-м и 17-м веках, будучи колыбелью стиля барокко.
В 18 веке в стране произошёл культурный спад, и она начала терять роль локомотива духовной жизни Европы, уступив её Франции. Тем не менее, в середине 19-го века страна вернулась на международную арену с такими художественными течениями, как маккьяйоли, футуризм, метафизическая живопись, новеченто, арте повера, трансавангард.
Сегодня Италия занимает важное место на международной арт-сцене, с несколькими крупными художественными галереями, музеями и выставками. Главными художественными центрами в стране являются её столица, Рим, а также Флоренция, Венеция, Милан, Неаполь, Турин и другие города.

## Театр
Миланский театр Ла Скала
Всемирно известный театр «Ла Скала», расположенный в Милане, по праву считается мировым центром оперной культуры.
Здание театра построено в 1776—1778 годах на месте церкви «Санта Мария делла Скала», откуда театр и получил своё название «Ла Скала» — оперный театр в Милане. Любопытно, что при раскопке площадки для строительства театра была найдена большая мраморная глыба, на которой был изображен Пилад — знаменитый мим Древнего Рима. Это было воспринято как добрый знак. Здание театра, построенное архитектором Дж. Пьермарини, было одним из красивейших зданий в мире. Оно выдержано в строгом неоклассическом стиле и отличается безукоризненной акустикой.
Художественная отделка зрительного зала сочеталась с удобным расположением мест в нём и соответствовало всем строжайшим требованиям оптики. Здание театра равнялось 100 метрам в длину и 38 — в ширину. В середине фасада возвышался портал для въезда карет с дамами и их кавалерами. Зал имел форму подковы. В нём было пять ярусов лож и галерея. Лож было всего 194 (ещё и королевская ложа). В каждой ложе помещалось от 8 до 10 человек. Все ложи были связаны между собой коридором. За ним следовал второй ряд лож, в котором располагались столы для карточной игры и торговли напитками. Сцена театра была довольно невелика.
В партере первоначально не было кресел — их заменяли складные и передвижные стулья. Освещение было довольно скудным. В ложах зажигали свечи, а те, кто сидел в партере, не рисковали снимать своих шляп и прочих головных уборов, так как на них капал расплавленный воск. Отопления в театре не было. Но зал театра был чудесным — выполнен в белых, серебряных и золотых тонах. В этом чудесном зале происходило все — от балов до азартных игр и корриды. Здание театра стоило Милану около 1 миллиона тогдашних лир. Расходы распределили между собой 90 аристократов города. Здание театра не раз реставрировалось.
Во время Второй мировой войны оно было разрушено и восстановлено в первоначальном виде инженером Л. Секки. Театр «Ла Скала» вновь открыли в 1946 году. «Скала» (как называют театр итальянцы) открылась в августе 1778 года двумя операми, в том числе и специально написанной к этому случаю оперой А. Сальери «Признанная Европа». За ними последовали два балета. Миланцы быстро полюбили свой театр. И простой люд, и аристократы толпились у дверей театра, желая в него попасть. Но, конечно же, далеко не все стремились в театр, чтобы слушать оперу. Значительная часть публики проводила время в коридорах, выпивая и закусывая.
До конца XVIII века на сцене театра ставились также драматические спектакли. В них выступали популярные в то время труппы театра марионеток и драматические, но оперные сезоны, имевшие названия «карнавальные», «осенние», «весенние», «летние», сразу стали регулярными. В период «карнавального сезона» ставились оперы-сериа и балеты, в остальное время главным образом оперы-буффа. В конце XVIII — начале XIX столетий в репертуаре театра появились оперы итальянских композиторов П. Анфосси, П. Гульельми, Д. Чимарозы, Л. Керудини, Дж. Паизиелло, С. Майра. В 1812 году на сцене театра состоялась премьера оперы Дж. Россини «Пробный камень». Она положила начало так называемому россиниевскому периоду. Театр «Ла Скала» первым поставил его оперы «Аурельяно в Пальмире» (1813), «Турок в Италии» (1814), «Сорока-воровка» (1817) и др. Одновременно театр ставил широко известные оперы Россини. На его сцене впервые были поставлены оперы Дж. Мейербера «Маргарита Анжуйская» (1820), «Изгнанник из Гренады» (1822), а также наиболее значительные произведения Саверио Меркаданте.
Начиная с 30-х годов XIX века история «Ла Скала» связана с творчеством крупнейших композиторов Италии — Г. Доницетти, В. Беллини, Дж. Верди, Дж. Пуччини, произведения которых здесь были поставлены впервые: «Пират» (1827) и «Норма» (1831) Беллини, «Лукреция Борджиа» (1833), «Оберто» (1839), «Навуходоносор» (1842), «Отелло» (1887) и «Фальстаф» (1893) Верди, «Мадам Баттерфляй» (1904) и «Турандот» Пуччини. Верди, например, не слишком поначалу жаловал этот театр. В одном из своих писем он говорил графине Маффеи: «Сколько раз я слышал, как в Милане говорят: „Скала“ лучший театр на свете. В Неаполе: „Сан-Карло“ лучший театр на свете. В прошлом и в Венеции говорили, что „Фениче“ лучший театр на свете… А уж в Париже опера самая лучшая в двух, а то и в трёх мирах…» Великий композитор предпочел бы такой театр, «который не так хорош». Тем не менее в 1839 году Верди успешно дебютировал в «Скала». Но он был недоволен тем, как поставили его «Жанну д’Арк», считал постановку «позором», разорвал с театром контракт, хлопнул дверью и ушёл. Но все же этот театр — заветная цель музыкантов всего мира. Всегда. Во все времена. Место певца или дирижёра в «Ла Скала» — это всемогущая визитная карточка. С ней он будет всегда и везде принят. В этот театр также целенаправленно стремится и публика. Богатые туристы из Европы, Америки и Японии всегда требуют от турагентств возможности провести вечер в этом знаменитом театре.

## Кинематограф
В итальянском кинематографе много режиссёров с мировым именем — Роберто Росселлини, Лукино Висконти, Микеланджело Антониони, Федерико Феллини, Пьер Паоло Пазолини, Франко Дзеффирелли, Серджо Леоне, Бернардо Бертолуччи, Джузеппе Торнаторе.
- Итальянский неореализм

### Мультипликация
В последние годы во всём мире завоёвывают популярность работы итальянских аниматоров — таких, например, как Петер Чои («Супер-герои» и др.), Маурицио Форестьери («Гладиаторы», «Магия футбола» и др.) и Орландо Корради (мультфильмы «Легенда о Зорро», «Багдадский вор» и др., мультсериалы «Чёрный пират», «Вирус атакует»).

## Спорт
В стране культивируются практически все виды спорта. (см. Категория:Спорт в Италии)

### Волейбол
В августе 2024 года женская сборная Италии по волейболу на летних олимпийских играх 2024 впервые в истории выиграла золотые медали. На этом фоне главный тренер сборной Хулио Веласко заявил, что его контракт будет продолжен до олимпийских игр 2028 года.

### Футбол
- Футбол в Италии